# Grandhotel Budapešť
Grandhotel Budapešť (v originále The Grand Budapest Hotel) je komediálně-dramaticky laděný film z roku 2014, který napsal a režíroval Wes Anderson. Námět je inspirován dílem rakouského spisovatele Stefana Zweiga. Film sleduje správce luxusního hotelu, jenž se spolu se svým poslíčkem snaží prokázat svou nevinu v případě vraždy.
Film vznikl v americko-německé koprodukci; byl natočen v Německu a financován německými společnostmi.

## Děj
Neznámá žena navštěvuje pomník nejmenovaného autora, a začíná číst jeho knihu. Starý autor v televizním pořadu popisuje, jak se roku 1968 setkal s tehdejším majitelem Grandhotelu Budapešť Zerem Moustafou. Většinu děje filmu pak tvoří Moustafovo vyprávění o tom, jak se ze sirotka bez ničeho stal vlastníkem hotelu a nejbohatším mužem země.
Roku 1932 je Zero najat jako nový poslíček Grandhotelu. Jeho mentorem se stává M. Gustave H., hotelový správce známý svými románky se staršími dámami, jež jsou v hotelu ubytované. Po záhadné smrti jedné z nich, madam D., se jí M. Gustave a Zero vydávají na pohřeb. Cestou jsou zastaveni fašistickými vojáky, na poslední chvíli je však propustí jejich velitel Henckels. Po madam D. dědí i M. Gustave, a to renesanční obraz nevyčíslitelné hodnoty Chlapec s jablkem. Syn madam D. Dmitri vyhodí Gustava i Zera z domu, ti ale stejně obraz odnesou a schovají v hotelovém sejfu.
M. Gustave je obviněn z vraždy madam D., jediný svědek, sluha Serge X., ovšem zmizel. M. Gustave je uvězněn, zanedlouho ale uteče díky pomoci jiných vězňů a Zerovy snoubenky Agáty, která jim propašovala náčiní. Společně se Zerem se vydává na schůzi se Sergem X., kterou jim zařídil Spolek zkřížených klíčů, tajná skupina správců luxusních hotelů. Serge zároveň hledá i Jopling, Dmitriho bodyguard; během vyšetřování postupně zavraždí vykonavatele poslední vůle Kovacse a Sergovu sestru.
M. Gustave a Zero se setkávají se Sergem X., který jim prozradí, že byl k výpovědi přinucen, a také že existuje ještě druhá verze závěti. Vzápětí je zavražděn Joplingem. M. Gustave a Zero Joplinga dostihnou, a Zero ho shodí z útesu. Oba se vrací do hotelu, který se mezitím stal fašistickým ústředím. Posílají Agátu, aby obraz vyzvedla, krátce nato však přijíždí i Dmitri, také člen strany, jenž ji poznává. M. Gustave a Zero ji jdou zachránit. Agáta se pokouší o útěk oknem, přiněmž objeví druhou verzi poslední vůle, jež byla celou dobu v obraze schovaná. M. Gustave nově dědí úplně vše, včetně Grandhotelu Budapešť. Dmitri prchá ze země.
Zero a Agáta mají svatbu; oddávajícím je M. Gustave. Během následovné cesty vlakem jsou opět zastaveni fašistickými vojáky, M. Gustave je ale  tentokrát zastřelen. Zero dědí vše, většinu majetku ovšem předává novému režimu výměnou za ponechání Grandhotelu, jenž slouží jako připomínka Agáty a jejich syna, kteří zemřeli jen dva roky po svatbě. 

## Postavy a obsazení
| Ralph Fiennes     | Monsieur Gustave H., správce Grandhotelu Budapešť v Nebelsbadu                 |
| Tony Revolori     | mladý Zero Moustafa, poslíček a pomocník M. Gustava                            |
| F. Murray Abraham | pan Zero Moustafa, pozdější majitel Grandhotelu Budapešť                       |
| Mathieu Amalric   | pan Serge X., služebník madam D.                                               |
| Adrien Brody      | Dmitri, syn zesnulé madam D. a hlavní dědic                                    |
| Willem Dafoe      | Jopling, Dmitriho zaměstnanec na špinavou práci                                |
| Jeff Goldblum     | právník Kovacs, vykonavatel závěti                                             |
| Harvey Keitel     | Ludwig, spoluvězeň v Checkpointu 19                                            |
| Jude Law          | mladý spisovatel, jemuž pan Moustafa vypráví svůj příběh                       |
| Bill Murray       | pan Ivan, hoteliér                                                             |
| Edward Norton     | Henckels, policejní inspektor                                                  |
| Saoirse Ronanová  | Agáta, pomocnice v cukrářství                                                  |
| Jason Schwartzman | pan Jean, recepční Grandhotelu Budapešť                                        |
| Léa Seydouxová    | Clotilde, služebná madam D.                                                    |
| Tilda Swintonová  | madam D., plným jménem Céline Villeneuve Desgoffe und Taxis, zesnulá mecenáška |

## Ocenění

### Ceny Akademie
| Kategorie                   | Osoba                                               | Výsledek  |
| --------------------------- | --------------------------------------------------- | --------- |
| Nejlepší film               | Wes Anderson Scott Rudin Steven Rales Jeremy Dawson | nominace  |
| Nejlepší režie              | Wes Anderson                                        | nominace  |
| Nejlepší původní scénář     | Wes Anderson                                        | nominace  |
| Nejlepší kamera             | Robert Yeoman                                       | nominace  |
| Nejlepší střih              | Barney Pilling                                      | nominace  |
| Nejlepší výprava a dekorace | Adam Stockhausen Anna Pinnock                       | vítězství |
| Nejlepší kostýmy            | Milena Canonero                                     | vítězství |
| Nejlepší hudba              | Alexandre Desplat                                   | vítězství |
| Nejlepší masky              | Frances Hannon Mark Coulier                         | vítězství |

### BAFTA
| Kategorie                                   | Osoba                                               | Výsledek  |
| ------------------------------------------- | --------------------------------------------------- | --------- |
| Nejlepší film                               | Wes Anderson Scott Rudin Steven Rales Jeremy Dawson | nominace  |
| Nejlepší mužský herecký výkon v hlavní roli | Ralph Fiennes                                       | nominace  |
| Nejlepší režie                              | Wes Anderson                                        | nominace  |
| Nejlepší kamera                             | Robert Yeoman                                       | nominace  |
| Nejlepší zvuk                               | Wayne Lemmer Christopher Scarabosio Pawel Wdowczak  | nominace  |
| Nejlepší filmová hudba                      | Alexandre Desplat                                   | vítězství |
| Nejlepší výprava                            | Adam Stockhausen Anna Pinnock                       | vítězství |
| Nejlepší kostýmy                            | Milena Canonero                                     | vítězství |
| Nejlepší střih                              | Barney Pilling                                      | nominace  |
| Nejlepší masky a účesy                      | Frances Hannon Mark Coulier                         | vítězství |
| Nejlepší původní scénář                     | Wes Anderson                                        | vítězství |

### César
| Kategorie                | Osoba        | Výsledek |
| ------------------------ | ------------ | -------- |
| Nejlepší zahraniční film | Wes Anderson | nominace |

### Zlaté globy
| Kategorie                          | Osoba         | Výsledek  |
| ---------------------------------- | ------------- | --------- |
| Nejlepší film (komedie / muzikál)  | -             | vítězství |
| Nejlepší herec (komedie / muzikál) | Ralph Fiennes | nominace  |
| Nejlepší režie                     | Wes Anderson  | nominace  |
| Nejlepší scénář                    | Wes Anderson  | nominace  |